# Armillaria
Armillaria là một loài Basidiomycetes trong họ Marasmiaceae. Loài này được miêu tả khoa học đầu tiên năm. Đây là loài gây hại của các cây trong chi Pinus, phát triển phổ biến ở Brazil.

## Các loài
- Armillaria borealis
- Armillaria calvescens
- Armillaria cepistipes
- Armillaria ectypa
- Armillaria fuscipes
- Armillaria gallica
- Armillaria gemina
- Armillaria heimii
- Armillaria hinnulea
- Armillaria laricina
- Armillaria limonea
- Armillaria luteobubalina
- Armillaria mellea
- Armillaria novae-zelandiae
- Armillaria obscura
- Armillaria ostoyae
- Armillaria sinapina
- Armillaria socialis
- Armillaria sparrei
- Armillaria tabescens